# Senna Borsato
Pour les articles homonymes, voir Borsato.
 (janvier 2019).
Si vous disposez d'ouvrages ou d'articles de référence ou si vous connaissez des sites web de qualité traitant du thème abordé ici, merci de compléter l'article en donnant les références utiles à sa vérifiabilité et en les liant à la section « Notes et références ».
Senna Borsato, né le 25 septembre 2001 à Blaricum,, est un acteur néerlandais.

## Filmographie

### Cinéma et téléfilms
- 2014 : Heksen bestaan niet : Roy
- 2014 : De Droomtrein : Le rêveur dans le train n°4
- 2014 : Het verborgen eiland (nl) : Jip
- 2015 : Code M : Rik
- 2015 : Onder mijn bed : Broer
- 2017 : Spangas : Norbert
- 2018 : Het geheim van Sophia : Stuurman Oostvogel

## Vie privée
Il est le fils du chanteur Marco Borsato et de l'actrice Leontine Borsato. Il est le frère de l'acteur Luca Borsato et de l'actrice Jada Borsato.